# Marc Closset
Pour les articles homonymes, voir Closset.
Marc Closset, né le 1er novembre 1974 à Burdinne, est un pongiste belge. Il est médaillé d'argent aux Championnats du monde de tennis de table par équipes en 2001 avec la Belgique aux côtés de Jean-Michel Saive, Philippe Saive, Martin Bratanov et Andras Podpinka (en).

## Biographie

### Carrière sportive
Marc Closset commence tôt le tennis de table et remporte plusieurs championnats de Belgique en catégorie jeune que ce soit en simple (champion en minime, double champion en cadet et triple champion en junior), en double (champion en cadet et triple champion en junior) ou en double mixte (champion en pré-minime et en minime et double champion en cadet).
Il fait partie de l'équipe de Belgique avec qui il remporte la médaille d'argent aux Championnats du monde de tennis de table par équipes en 2001 à Osaka aux côtés de Jean-Michel Saive, Philippe Saive, Martin Bratanov et Andras Podpinka (en) en étant battus en finale face à la Chine.

### Vie privée
Il a trois fils : Tom (A11), Noah (B6) et Matt (B2) qui pratiquent également le tennis de table,.